# Національний стадіон (Мальта)
Національний стадіон Та'Калі (мальт. Grawnd Nazzjonali Ta' Qali) — головний спортивний стадіон Мальти, що розташований в селищі Та'Калі і вміщує 17 797 глядачів. Під час концертів при використанні поля для стоячих місць місткість стадіону може зрости до 35 тисяч.

## Історія
На стадіоні з 1981 року проводить домашні матчі збірна Мальти, а також тут проходить більшість матчів чемпіонату Мальти.

## Галерея

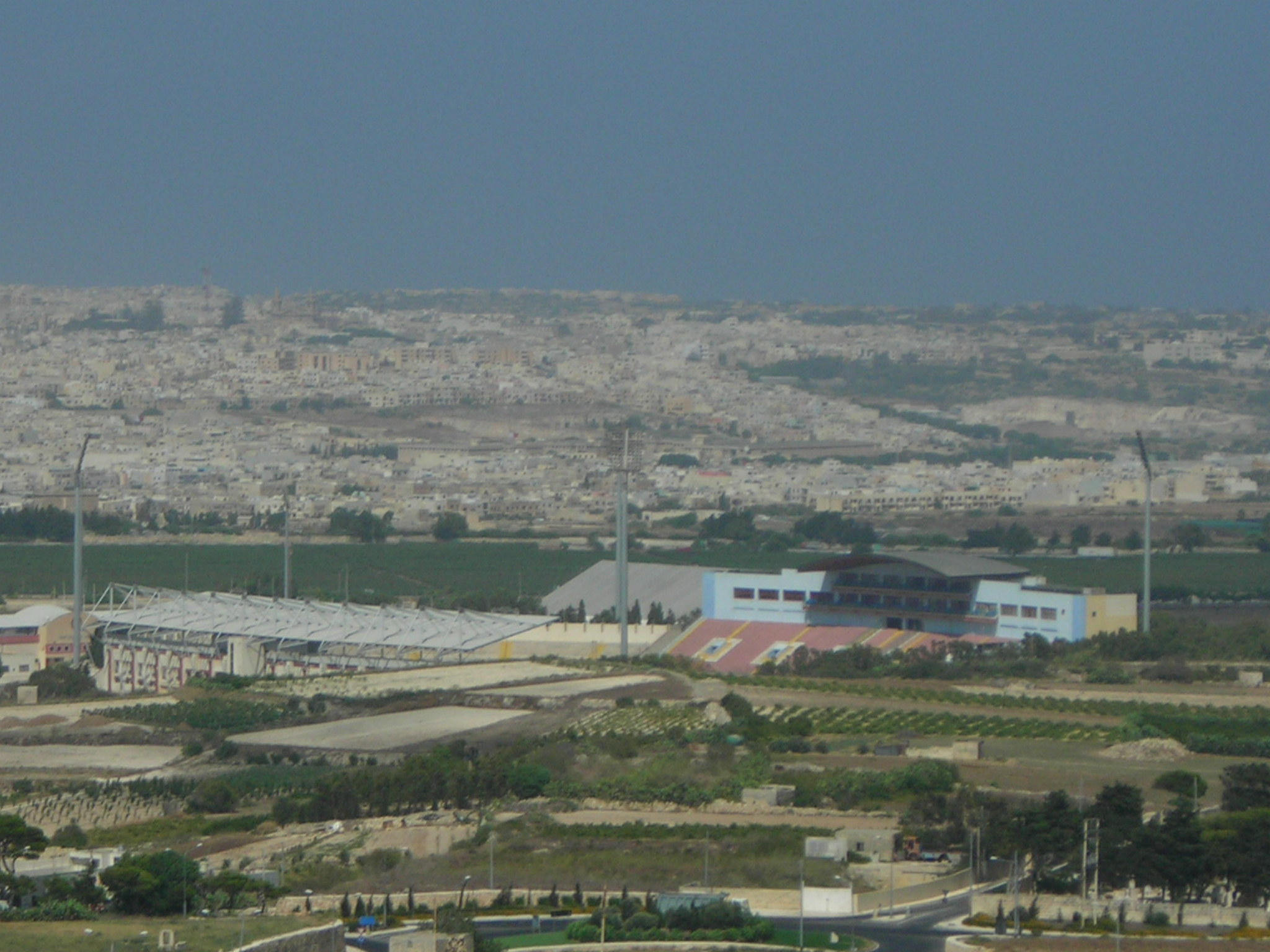
Загальний вигляд на стадіон
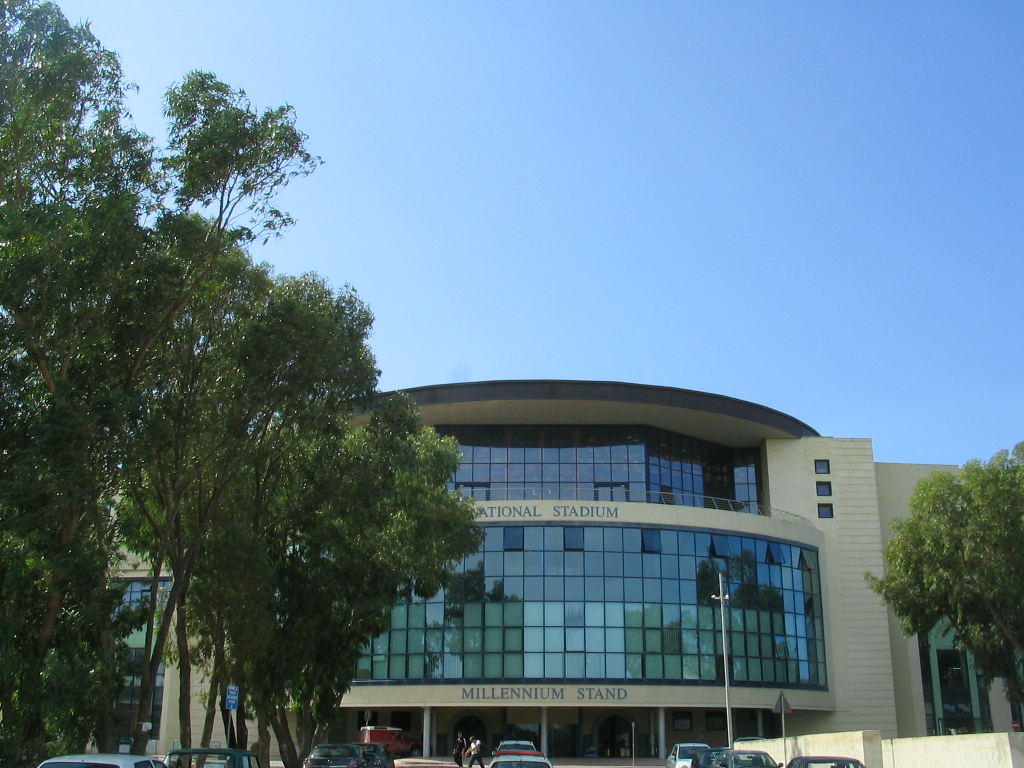
Вхід на стадіон
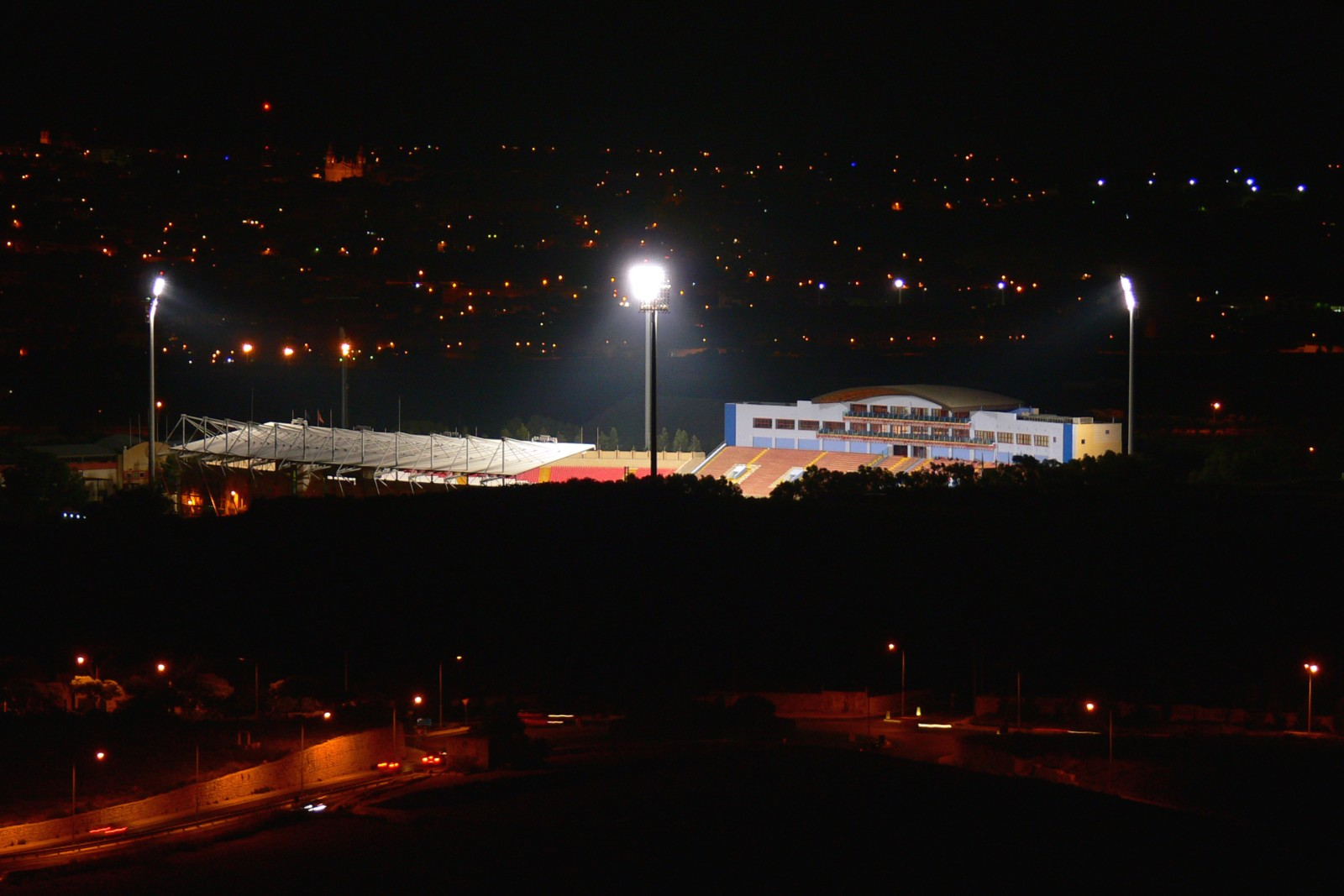
Стадіон вночі